# Iturmendi
Iturmendi ist eine Gemeinde (Municipio) in Navarra in Spanien mit 432 Einwohnern (Stand: 2024).

## Geografie
Iturmendi liegt etwa 45 Kilometer westnordwestlich von Pamplona (Iruña) in einer Höhe von ca. 530 m in der baskischsprachigen Zone Navarras. Die Autovía A-10 durchquert die Gemeinde. 

## Bevölkerungsentwicklung
| Jahr        | 1900 | 1950 | 1970 | 1981 | 1991 | 2001 | 2011 | 2021 |
| ----------- | ---- | ---- | ---- | ---- | ---- | ---- | ---- | ---- |
| Einwohner   | 429  | 436  | 409  | 381  | 360  | 382  | 403  | 431  |
| Quelle: INE |      |      |      |      |      |      |      |      |

## Sehenswürdigkeiten

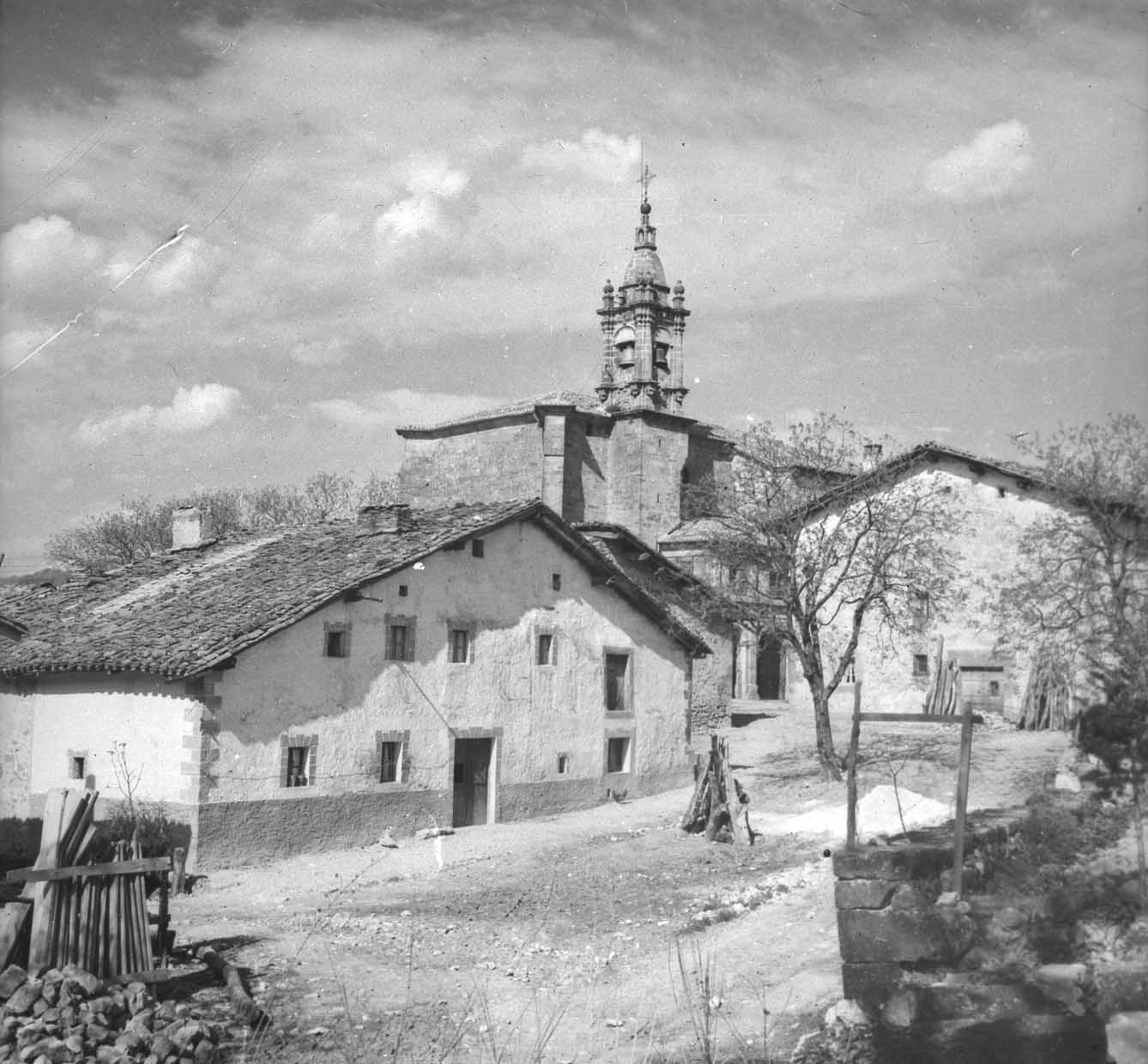
Michaeliskirche
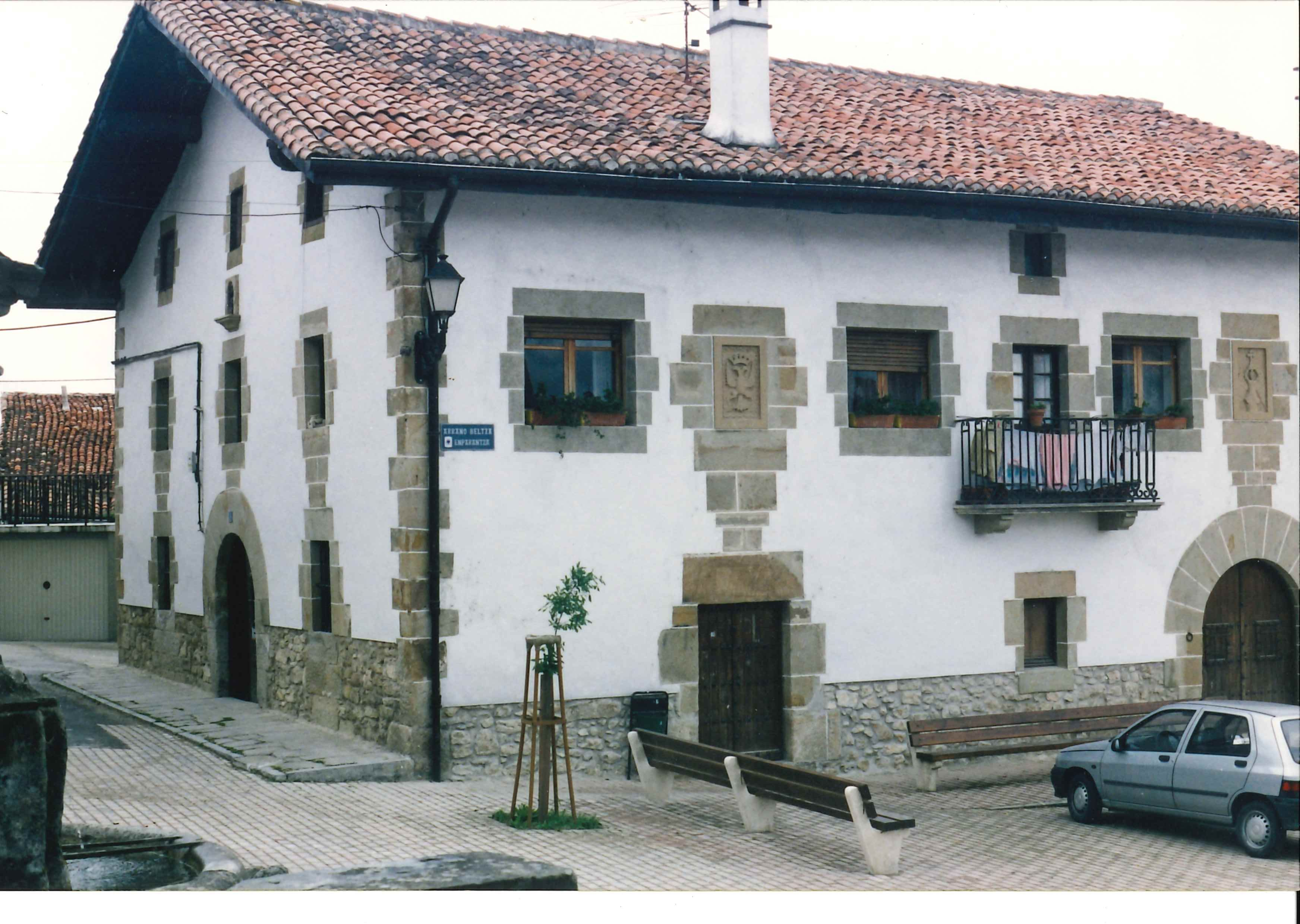
Rathaus

- Michaeliskirche
- Rathaus

## Persönlichkeiten
- Ioseba Fernandez (* 1989), Inline-Skater
- Josu Etxeberria (* 2000), Radrennfahrer